# بابتيست رينيت
بابتيست رينيت (28 أكتوبر 1990 في فرنسا - ) (بالفرنسية: Baptiste Reynet) هو لاعب كرة قدم فرنسي في مركز حراسة المرمى. شارك مع منتخب فرنسا تحت 21 سنة لكرة القدم. أما مع النوادي، فقد لعب مع نادي ديجون ونادي لوريان ونادي مارتيغ.

## وصلات خارجية
- بابتيست رينيت على موقع رابطة كرة القدم الفرنسية للمحترفين (الإنجليزية)
- بابتيست رينيت على موقع قاعدة بيانات كرة القدم.إي يو (الإنجليزية)
- بابتيست رينيت على موقع ليكيب (الفرنسية)
- بابتيست رينيت على موقع Soccerway.com (الإنجليزية)
- بابتيست رينيت على موقع عالم كرة القدم.نت (الإنجليزية)
- بابتيست رينيت على موقع AS.com (الإسبانية)